# Italy Women's Cup
L'Italy Women's Cup è stata una competizione calcistica femminile istituita nel 2003 e organizzata dalla Lega Nazionale Dilettanti, non riconosciuta ufficialmente dalla UEFA. L'ultima edizione è stata disputata nel 2008.
La Divisione Calcio Femminile invitava alla manifestazione le squadre classificatesi al secondo, terzo e quarto posto del campionato di Serie A e la vincitrice della Coppa Italia (se non avesse contemporaneamente vinto anche il campionato: in questo caso veniva invitata l'altra squadra finalista di Coppa). Oltre alle squadre italiane, prendevano parte al torneo tre o quattro formazioni straniere.

## Albo d'oro
| Anno | Vincitrice              | Risultato         | Finalista               | Sede      |
| ---- | ----------------------- | ----------------- | ----------------------- | --------- |
| 2003 | S.S. Enterprise Lazio   | 5 - 0             | Fiammamonza             | Sicilia   |
| 2004 | S.S. Torres Terra Sarda | 2 - 2 (6 - 5 dcr) | Lada Togliatti          | Veneto    |
| 2005 | Lada Togliatti          | 1 - 0             | S.S. Torres Terra Sarda | Lombardia |
| 2006 | Legenda Černigov        | 0 - 0 (3 - 2 dcr) | Lada Togliatti          | Calabria  |
| 2007 |                         | non disputata     |                         |           |
| 2008 | A.S.D. Torres C.F.      | 2 - 0             | Fiammamonza             | Piemonte  |